# 岡山県道28号岡山牛窓線
岡山県道28号岡山牛窓線（おかやまけんどう28ごう おかやまうしまどせん）は、岡山県岡山市北区から瀬戸内市に至る県道（主要地方道）である。

## 概要
以前は岡山県道28号岡山西大寺線・岡山県道29号西大寺牛窓線だったが、統合されて岡山県道28号岡山牛窓線となった。
岡山市の中心市街から東に向かい、牛窓港の東端で終点となる、行き止まり型の都市近郊道路。西大寺・牛窓の両地区を通ることから観光道路としての側面も持つが、海岸からは遠く離れたエリアを走り、車窓観光向けではない。
岡山市街 - 西大寺間は交通量の多い区間として知られるが、大部分が片側1車線幅のままで、朝夕の交通渋滞が凄まじい。一方、吉井川に架かる永安橋から岡山ブルーラインと接続する西大寺五明までは片側2車線幅に整備されており、沿線には物流基地も見られる。

### 路線データ
- 起点：岡山県岡山市北区京橋町（岡山県道27号岡山吉井線交点）
- 終点：岡山県瀬戸内市牛窓町牛窓

## 歴史
- 1993年（平成5年）5月11日 - 建設省から、県道岡山牛窓線が岡山牛窓線として主要地方道に指定される[1]。

## 路線状況

### 愛称
- 東山通り（岡山市：岡山市中区門田屋敷5丁目 - 岡山市中区東山2丁目）

### 重複区間
- 国道250号（岡山市中区門田屋敷5丁目 - 岡山市中区門田屋敷1丁目）

### 道路施設

#### 橋梁
- 京橋（旭川、岡山市北区）
- 小橋（旭川、岡山市北区）
- 海吉橋（百間川、岡山市中区）
- 芳岡橋（芳岡川、岡山市東区）
- 新橋（砂川、岡山市東区）
- 永安橋（吉井川、岡山市東区）
- 天王大橋（千町川、岡山市東区）

### 並行する旧街道
- 牛窓往来

## 地理

### 通過する自治体
- 岡山市（北区 - 中区 - 東区）
- 瀬戸内市

### 交差する道路
| 交差する道路                                                                                     | 市町村名 | 市町村名 | 交差する場所         | 交差する場所                        |
| ------------------------------------------------------------------------------------------------ | -------- | -------- | -------------------- | ----------------------------------- |
| 岡山県道27号岡山吉井線                                                                           | 岡山市   | 北区     | 京橋町               | 起点                                |
| 岡山県道213号福島橋本線                                                                          | 岡山市   | 北区     | 京橋町               | 京橋交差点                          |
| 国道250号 重複区間起点                                                                           | 岡山市   | 中区     | 門田屋敷5丁目        |                                     |
| 国道250号 重複区間終点 岡山県道45号岡山玉野線                                                    | 岡山市   | 中区     | 門田屋敷1丁目        |                                     |
| 岡山県道216号沖元円山線                                                                          | 岡山市   | 中区     | 円山                 | 嶽（だけ）交差点                    |
| 岡山県道383号九蟠東岡山停車場線 / バイパス / 岡山環状道路未供用                                  | 岡山市   | 東区     | 益野町               |                                     |
| 岡山県道383号九蟠東岡山停車場線                                                                  | 岡山市   | 東区     | 可知2丁目            | 益野交差点                          |
| 国道2号 / 岡山バイパス 岡山市道302000135号西大寺中野102号線 岡山市道302000136号西大寺中野103号線 | 岡山市   | 東区     | 西大寺中野           | 西大寺中野交差点                    |
| 岡山県道28号岡山牛窓線 / バイパス 岡山県道177号九蟠中野線                                        | 岡山市   | 東区     | 西大寺中野本町       | 西大寺中野本町交差点                |
| 岡山県道37号西大寺山陽線                                                                         | 岡山市   | 東区     | 西大寺南2丁目        | 永安橋西詰交差点                    |
| 岡山県道69号西大寺備前線 岡山市道402443061号西大寺浜64号線                                       | 岡山市   | 東区     | 西大寺浜             | 西大寺浜交差点                      |
| 岡山県道397号寒河本庄岡山線 / 岡山ブルーライン                                                   | 岡山市   | 東区     | 西大寺川口           | 西大寺IC                            |
| 岡山県道231号神崎邑久線                                                                          | 岡山市   | 東区     | 神崎町               | 千町川筋交差点                      |
| 岡山市道302000123号神崎町線                                                                      | 岡山市   | 東区     | 神崎町               | 神崎町交差点                        |
| 岡山県道234号東片岡宿毛線                                                                        | 岡山市   | 東区     | 宿毛（しゅくも）     |                                     |
| 岡山県道229号上阿知本庄線                                                                        | 岡山市   | 東区     | 上阿知               |                                     |
| 岡山県道235号橋詰千手線                                                                          | 瀬戸内市 | 瀬戸内市 | 牛窓町千手（せんず） |                                     |
| 岡山県道230号上山田鹿忍線                                                                        | 瀬戸内市 | 瀬戸内市 | 牛窓町鹿忍（かしの） |                                     |
| 岡山県道232号鹿忍片岡神崎線                                                                      | 瀬戸内市 | 瀬戸内市 | 牛窓町鹿忍           | 鹿忍交差点                          |
| 岡山県道39号備前牛窓線                                                                           | 瀬戸内市 | 瀬戸内市 | 牛窓町牛窓           | 紺浦（こんのうら）交差点            |
| 岡山県道226号牛窓邑久西大寺線                                                                    | 瀬戸内市 | 瀬戸内市 | 牛窓町牛窓           |                                     |
| バイパス                                                                                         |          |          |                      |                                     |
| 岡山県道216号沖元円山線                                                                          | 岡山市   | 中区     | 山崎                 |                                     |
| 未供用区間                                                                                       |          |          |                      |                                     |
| 岡山県道383号九蟠東岡山停車場線 / バイパス / 岡山環状道路未供用                                  | 岡山市   | 東区     | 益野町               |                                     |
| 未供用区間                                                                                       |          |          |                      |                                     |
| 岡山県道383号九蟠東岡山停車場線                                                                  | 岡山市   | 東区     | 松新町               |                                     |
| 未供用区間                                                                                       |          |          |                      |                                     |
| 国道2号 / 岡山バイパス 岡山市道302000135号西大寺中野102号線 岡山市道302000136号西大寺中野103号線 | 岡山市   | 東区     | 西大寺中野           | [ 注釈 2 ]                          |
| 岡山県道28号岡山牛窓線 / 現道 岡山県道177号九蟠中野線                                            | 岡山市   | 東区     | 西大寺中野本町       | 西大寺中野本町交差点 / バイパス終点 |

### 沿線
- 東湖園
- 玉井宮東照宮
- 曹源寺
- 西大寺観音院
- 弘法寺
- 本蓮寺
- 牛窓海遊文化館
- 岡山博愛会病院
- リョービプラッツ東山店
- 岡山電気軌道東山車庫
- 岡山リハビリテーション病院
- 岡山県護国神社
- ハローズ円山店
- 金光薬品円山店
- 曹源寺
- JA岡山富山支所
- 山陽マルナカ益野店
- ジョイフル岡山益野店
- エディオン西大寺店
- 西大寺中央病院
- ガスト岡山西大寺店
- ニシナ西大寺店
  - マリンポリス西大寺店
- 岡山県岡山東警察署
- 西大寺郵便局
- 岡山西大寺病院
- 中国電力岡山東営業所
- JA岡山西大寺支所
- ACOOP西大寺店
- 紳士服はるやま岡山西大寺店
- 竹久夢二本舗敷島堂西大寺本店
- 天満屋ハピータウン西大寺店
- 中原三法堂西大寺店
- リョービプラッツ山南店
- 瀬戸内市牛窓支所
- 岡山県瀬戸内警察署
- 瀬戸内市消防署牛窓分駐所
- 東備バス